# Kantige Berberitze

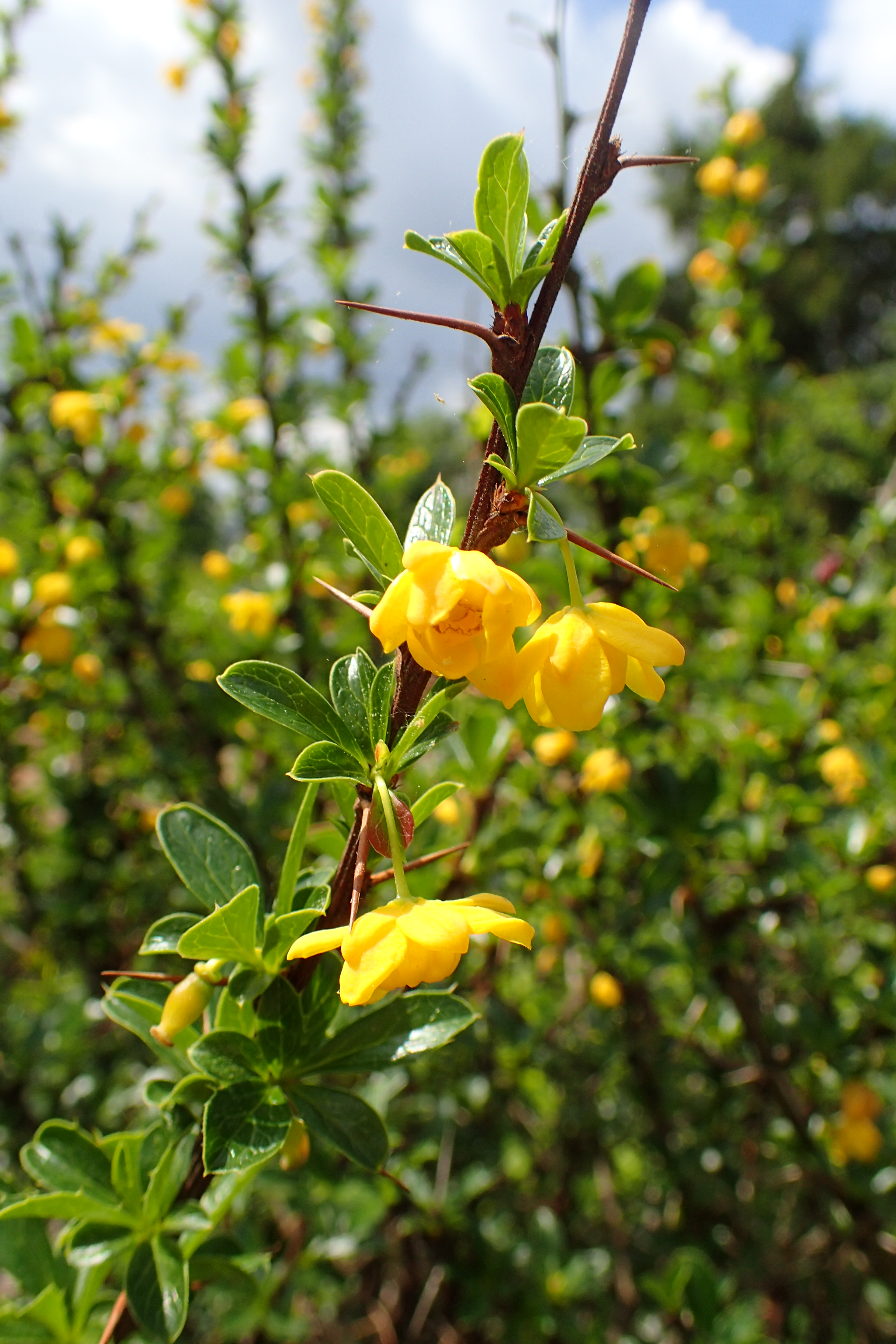
Berberis angulosa

Die Kantige Berberitze (Berberis angulosa) ist eine Pflanzenart aus der Familie der Berberitzengewächse (Berberidaceae).

## Beschreibung
Die Kantige Berberitze ist ein kleiner, sommergrüner Strauch, der Wuchshöhen von bis zu 2 Meter erreicht. Den deutschen Namen hat sie von den kantig gefurchten Zweigen. Junge Zweige sind behaart. Die frischgrünen, leicht ledrigen Laubblätter sind verkehrt-eiförmig, spatelförmig, bis 4,5 cm lang, ganzrandig, stumpf sowie stachelspitzig und mit ein bis drei stacheligen Zähnen an jeder Seite. Die steifen Dornen sind ein- bis fünfteilig und bis über 2 cm lang. 
Die Blüte erscheinen einzeln oder bis zu sechst büschelig. Die gelben, zwittrigen und dreizähligen Blüten sind nickend und stehen einzeln an bis zu 2 cm langen rötlichen Stielen. Die Kelchblätter sind bis 10 Millimeter lang, die Kronblätter bis 8,5 Millimeter.
Die Kantige Berberitze blüht im Mai, im Herbst erscheinen rote, essbare, rundliche und bis 10 Millimeter lange Beeren. Die Kantige Berberitze ist nicht winterhart.
Die Chromosomenzahl beträgt 2n = 28.

## Vorkommen
Sie stammt aus dem Himalaya in Höhenlagen zwischen 3500 und 4500 Metern Meereshöhe. Sie kommt vor in Nepal, Bhutan, Sikkim, im nordöstlichen Indien und den chinesischen Provinzen Qinghai und Xizang.

## Verwendung
Diese Art wird als Zierstrauch in Gärten und Parks verwendet.